# آن برادفورد ديفيس
آن برادفورد ديفيس (بالإنجليزية: Ann B. Davis)‏ (5 مايو 1926 - 1 يونيو 2014) ممثلة أمريكية.

## وصلات خارجية
- آن برادفورد ديفيس على موقع IMDb (الإنجليزية)
- آن برادفورد ديفيس على موقع الموسوعة البريطانية (الإنجليزية)
- آن برادفورد ديفيس على موقع ألو سيني (الفرنسية)
- آن برادفورد ديفيس على موقع أول موفي (الإنجليزية)
- آن برادفورد ديفيس على موقع قاعدة بيانات برودواي على الإنترنت (الإنجليزية)
- آن برادفورد ديفيس على موقع قاعدة بيانات الأفلام السويدية (السويدية)
- آن برادفورد ديفيس على موقع إن إن دي بي (الإنجليزية)
- آن برادفورد ديفيس على موقع قاعدة بيانات الفيلم (الإنجليزية)
- آن برادفورد ديفيس على موقع كينوبويسك (الروسية)
- Ann B. Davis Archive of American Television Interview
- Ann B. Davis at فايند اغريف